# Funzione di utilità CES
La funzione di utilità CES (dall'inglese Constant Elasticity of Substitution) è una particolare funzione di utilità, caratterizzata da elasticità di sostituzione tra due suoi argomenti costante. 
Questa classe di funzioni fu originariamente proposta da Kenneth Arrow, come generalizzazione delle proprietà delle funzioni di utilità à la Cobb-Douglas.
Esiste inoltre una classe di funzioni di produzione CES, avente la medesima forma algebrica della funzione di utilità qui esaminata.

## Formulazione e proprietà
La forma generale di una funzione di utilità CES (Constant Elasticity of Substitution) è:
{\displaystyle U(c_{1},c_{2},..,c_{n})=b\left(\sum _{i=1}^{n}\alpha _{i}c_{i}^{-\rho }\right)^{-{\frac {1}{\rho }}}\ b>0,\ \rho >-1,\ \alpha _{i}\geq 0,\ c_{i}\geq 0,\ i=1,2,\ldots ,n}
con {\displaystyle \sum _{i=1}^{n}\alpha _{i}=1}, dove {\displaystyle c_{i}} indica il livello di consumo del bene i-esimo, U indica il livello di utilità, mentre {\displaystyle \ \alpha _{1},\alpha _{2},...,\alpha _{n},\rho } e b sono parametri.
L'utilità marginale di i è data da:
{\displaystyle {\frac {\partial U}{\partial c_{i}}}=b\alpha _{i}c_{i}^{-\rho -1}\left(\sum _{i=1}^{n}\alpha _{i}c_{i}^{-\rho }\right)^{-{\frac {1+\rho }{\rho }}}=b^{-\rho }\alpha _{i}\left({\frac {U}{c_{i}}}\right)^{1+\rho }}
Il saggio marginale di sostituzione (SMS) del bene i con il bene j, essendo uguale al rapporto tra le utilità marginali dei due beni, è dato dunque da:
{\displaystyle SMS_{ij}={\frac {\partial U/\partial c_{i}}{\partial U/\partial c_{j}}}={\frac {\alpha _{i}}{\alpha _{j}}}\left({\frac {c_{j}}{c_{i}}}\right)^{1+\rho }}
da cui deriva la seguente relazione:
{\displaystyle \log {\frac {c_{j}}{c_{i}}}=-{\frac {1}{1+\rho }}\log {\frac {\alpha _{i}}{\alpha _{j}}}+{\frac {1}{1+\rho }}\log SMS_{ij}}
Derivando rispetto a {\displaystyle \ \log SMS_{ij}} si ottiene l'elasticità di sostituzione (σ): 
{\displaystyle \sigma ={\frac {d\log {\frac {c_{j}}{c_{i}}}}{d\log SMS_{ij}}}={\frac {1}{1+\rho }}}.

## Formulazioni alternative
Poiché, in base all'equazione precedente, si ha:
{\displaystyle \rho ={\frac {1-\sigma }{\sigma }}}
formulazione alternativa ed equivalente della funzione di utilità CES di cui sopra è:
{\displaystyle U=b\left(\sum _{i=1}^{n}\alpha _{i}c_{i}^{\frac {\sigma -1}{\sigma }}\right)^{\frac {\sigma }{\sigma -1}}}.
Poiché inoltre, nel caso di funzioni di utilità, qualsiasi trasformazione monotonica crescente in senso stretto che lascia inalterato il saggio marginale di sostituzione rappresenta lo stesso sistema di preferenze, formulazioni alternative sono:
{\displaystyle U=\left(\sum _{i=1}^{n}\alpha _{i}c_{i}^{\frac {\sigma -1}{\sigma }}\right)^{\frac {\sigma }{\sigma -1}}}.
e, nel caso in cui σ > 1 e l'utilità assuma solo valori strettamente positivi,
{\displaystyle U=\sum _{i=1}^{n}\alpha _{i}c_{i}^{\frac {\sigma -1}{\sigma }}}.

## Funzioni CES simmetriche e non simmetriche
Data la formulazione generale precedente, uguagliando SMS e prezzi relativi si ha:
{\displaystyle c_{j}=\left({\frac {p_{i}}{p_{j}}}{\frac {\alpha _{j}}{\alpha _{i}}}\right)^{\sigma }c_{i}}
Se i parametri αi sono uguali, la funzione viene detta simmetrica. In tal caso infatti, a prezzi uguali (pi = pj), corrisponde la stessa quantità domandata (ci = cj).
In caso di simmetria la CES diventa: 
{\displaystyle U=\left(\sum _{i=1}^{n}c_{i}^{\frac {\sigma -1}{\sigma }}\right)^{\frac {\sigma }{\sigma -1}}}
Per contrasto, nel caso in cui gli αi sono diversi la funzione viene detta non simmetrica.

## Funzione di domanda walrasiana
Data una funzione di utilità CES simmetrica, la funzione di domanda walrasiana associata, cioè il livello di consumo del bene i corrispondente ad ogni data combinazione di prezzi e ricchezza (W) che massimizza la funzione di utilità sotto il vincolo di disponibilità, è data da:
{\displaystyle c_{i}(p_{1},\ldots ,p_{n},w)=p_{i}^{-\sigma }{\frac {w}{\sum _{i=1}^{n}p_{i}^{1-\sigma }}}=\left({\frac {p_{i}}{P}}\right)^{-\sigma }{\frac {w}{P}}}
dove:
{\displaystyle P(p_{1},\ldots ,p_{n})=\left(\sum _{i=1}^{n}p_{i}^{1-\sigma }\right)^{\frac {1}{1-\sigma }}}
è un indice del livello generale dei prezzi dei beni associato alla funzione di utilità CES.

## Funzione di spesa e domanda hicksiana
Data una funzione di utilità CES non simmetrica, la funzione di spesa associata, cioè la funzione valore del problema di minimizzazione della spesa dato il vincolo costituito dalla funzione di utilità CES, in simboli:
{\displaystyle \ E(p_{1},\ldots ,p_{n},U)=\min _{c_{1},\ldots ,c_{n}}\{\sum _{i=1}^{n}p_{i}c_{i}\mid \left(\sum _{i=1}^{n}\alpha _{i}c_{i}^{\frac {\sigma -1}{\sigma }}\right)^{\frac {\sigma }{\sigma -1}}\geq U\}}
è data da:
{\displaystyle \ E(P,U)=U\ P}
dove
{\displaystyle P(p_{1},\ldots ,p_{n})=\left(\sum _{i=1}^{n}\alpha _{i}^{\sigma }p_{i}^{1-\sigma }\right)^{\frac {1}{1-\sigma }}}
è un indice del livello generale dei prezzi associato alla funzione di utilità CES.
Nel caso di funzione CES simmetrica, tale indice si riduce a:
{\displaystyle P=\left(\sum _{i=1}^{n}p_{i}^{1-\sigma }\right)^{\frac {1}{1-\sigma }}}
La funzione di domanda hicksiana associata è:
{\displaystyle \ h_{i}(p_{i},\ldots ,p_{n},U)=\left({\frac {p_{i}}{\alpha _{i}P}}\right)^{-\sigma }U}

## Elasticità della domanda
L'elasticità della domanda nel caso di funzioni di utilità CES simmetriche sarà pari a:
{\displaystyle \ \varepsilon =-{\frac {\partial \log c_{i}}{\partial \log p_{i}}}=\sigma +{\frac {\partial \log(\sum _{i=1}^{n}p_{i}^{1-\sigma })}{\partial \log p_{i}}}=\sigma +{\frac {\partial \log(\sum _{i=1}^{n}p_{i}^{1-\sigma })/\partial p_{i}}{d\log p_{i}/dp_{i}}}=\sigma +(1-\sigma ){\frac {p_{i}^{1-\sigma }}{\sum _{i=1}^{n}p_{i}^{1-\sigma }}}}
da cui, sostituendo per la domanda walrasiana del bene i, abbiamo:
{\displaystyle \ \varepsilon =\sigma +(1-\sigma ){\frac {p_{i}c_{i}}{w}}}
L'ultimo termine non è altro che la quota del reddito spesa nell'acquisto del bene i. Poiché, assumendo elasticità di sostituzione costante e finita, la quota del reddito spesa in ciascun bene tende a zero al crescere del numero dei beni, si avrà:
{\displaystyle \ \lim _{i\rightarrow \infty }\varepsilon =\sigma }
Questo accade perché l'impatto dell'aumento di prezzo del bene i-esimo sul livello generale dei prezzi diminuisce al crescere del numero di input. 
Nel caso di funzioni di utilità CES (e delle Cobb-Douglas, che possono essere considerate una sottoclasse delle prime) σ rappresenta quindi sia l'elasticità di sostituzione, sia, quando il numero dei beni è sufficientemente grande, l'elasticità della domanda.